# بينكني دوني بولز
بينكني دوني بولز (بالإنجليزية: Pinckney Downie Bowles)‏ هو محامي أمريكي، ولد في 17 يوليو 1835 في مقاطعة إيدجفيلد في الولايات المتحدة، وتوفي في 25 يوليو 1910 في تامبا في الولايات المتحدة.